# Трудодень
Трудоде́нь — в период с 1930 по 1966 годы мера оценки и форма учёта количества и качества труда в колхозах, с последующим безденежным обменом на сельскохозяйственную товарную продукцию.
В СССР действовал обязательный минимум трудодней в год для трудоспособного колхозника. В апреле 1942 года, в условиях войны, обязательный минимум трудодней был увеличен и установлена уголовная ответственность за его невыполнение.
Трудодни использовались для учёта не только в СССР, но также в КНР и ЛНР.

## Экономическая сущность
Заработная плата членам колхозов не начислялась. Учёт выполненных работ вёлся в трудоднях. При этом за одинаковую работу начисления в трудоднях могли сильно отличаться не только в разных районах, но даже в соседних хозяйствах. После выполнения обязательств перед государством (обязательные поставки, внесения натуроплаты за услуги машинно-тракторных станций, возврат семенных ссуд, формирование семенного и фуражного фондов, продажа части продукции государству или на колхозном рынке) остаток урожая распределялся между колхозниками. Как правило, его распределение происходило один раз в год. Колхозник получал за свою годовую работу долю колхозного годового дохода пропорционально начисленным ему трудодням (главным образом в натуральном виде зерном, реже другой сельскохозяйственной продукцией). Не существовало единых норм выдачи на трудодень. Объём получаемого за трудодень зависел от оставшегося в распоряжении колхоза имущества, что дифференцировало «ценность» трудодней в разных хозяйствах. На трудодень могло распределяться от сотни грамм до нескольких килограмм зерна. В неурожайные годы хлебозаготовки не отменялись, из-за чего выдача зерна за трудодни могла быть мизерной или даже вообще не производиться (например, так произошло в 1946 году массово в большинстве колхозов).

## 1930—1934
Впервые учёт и оценка работ в трудоднях стали применяться в отдельных колхозах в 1930 году.
Юридическим основанием служили «Примерный Устав сельскохозяйственной артели», утверждённый Постановлением ЦИК и СНК СССР от 13 апреля 1930 года и постановление Колхозцентра СССР от 7 июня 1930 года, вводившее трудодень как единую меру учёта труда колхозников и распределения доходов.
Внедрение трудодня должно было устранить уравниловку в распределении доходов. Фактически же такого изменения в большинстве колхозов не произошло. Так, неправильное нормирование и неправильное установление расценок на отдельные работы приводило в ряде колхозов к тому, что колхозники, непосредственно занятые в производстве (полеводство, животноводство), вырабатывали значительно меньше трудодней, чем колхозники, занятые на административно-управленческих, хозяйственных и подсобных работах. Кроме того, существовала практика произвольного начисления трудодней без учёта качества выполнения работ, а также распределение доходов «по едокам», что в какой-то мере способствовало кризису колхозного производства в 1931—1932 годах. В 1933 году в целях повышения сдельной выработки полеводческих работников был проведён пересмотр расценок, и вместо существовавших ранее 5 групп введено 7 групп расценок. Работа высшей (7-й) группы была оценена в 2 трудодня. А Наркомзем СССР предложил колхозам 

воспретить бригадирам принимать и исчислять трудодни за работу, проведённую недоброкачественно. В случае недостаточно удовлетворительной работы правление колхоза производит скидку с общего числа трудодней, выработанной бригадой, в том числе и бригадиром, в пределах до 10 %.
В условиях сельскохозяйственного производства использование трудодней было удобно тем, что позволяло начислять оплату труда без учёта конечного результата, который в данной отрасли может быть получен намного позже, чем производились сами работы. Трудодень не учитывал конечные результаты, количество начисленных членам бригады или звена трудодней не зависело от полученного урожая или доходности животноводства, однако позволяло после получения конечной продукции и выделения той её части, которая должна пойти на оплату труда, произвести распределение натурального продукта и/или полученных от его реализации денег пропорционально начисленным трудодням. Учитывая, что в колхозах значительная часть зарплаты в то время выдавалась продукцией (в частности, зерном), это было довольно практично, так как исключало внутренние денежные взаиморасчёты.

## 1935—1941
В 1935 году в статью 15 «Примерного устава сельскохозяйственной артели» был введён второй раздел, рекомендовавший колхозам производить распределение доходов в зависимости от полученных результатов труда.
На основании этих изменений в каждом колхозе по всем сельскохозяйственным работам правлением разрабатывались и общим собранием колхозников утверждались нормы выработки и расценки каждой работы в трудоднях, с учётом требовавшейся квалификации работника, сложности, трудности и важности работы для колхоза. Не реже одного раза в неделю количество выработанных трудодней записывалось в трудовую книжку колхозника. Выдача авансов и окончательное распределение доходов между колхозниками следовало производить исключительно по количеству выработанных трудодней.
В 1936 году средняя выработка на один колхозный двор равнялась 393 трудодням, в 1939 году выработка увеличилась до 488 трудодней. При этом выплата по трудодням стала зависеть от урожайности.
Сложилась зоновая тенденция в размере выплат на трудодни и в структуре таких выплат. В колхозах, занимающихся техническими культурами (хлопководство), выплаты были выше и в большей степени в денежной форме. Например в 1935 году в Таджикистане в колхозе «Большевик» каждая семья в среднем получила по 10 тыс. рублей дохода, а семья Салихана Дадаева, выработавшая 1593 трудодня, получила 22 303 руб. дохода (14 рублей на трудодень). В колхозах продовольственного производства (в Украинской ССР, в средней полосе РСФСР) выплаты были значительно ниже и преимущественно в натуральной форме. Денежные выплаты не превышали 3 рублей на трудодень.
| кг зерна на трудодень | 1936 год | 1937 (урожайный) | 1939 (неурожайный)                     |
| --------------------- | -------- | ---------------- | -------------------------------------- |
| выдачи не было        | —        | —                | 4,4 %                                  |
| до 3                  | 88,1 %   | 50,6 %           | 83,3 % (в том числе 35,9 % менее 1 кг) |
| 3—5                   | 8,0 %    | 26,4 %           | 9,4 %                                  |
| 5—7                   | 2,4 %    | 12,8 %           | 2,9 %                                  |
| более 7               | 1,5 %    | 10,2 %           | —                                      |

Ряд решений СНК СССР и ЦК ВКП(б) в 1938-39 годах были направлены на регулирование распределения денежных доходов в колхозах. По сравнению с первой пятилеткой, денежный доход, начисляемый по трудодням, в среднем увеличился в 4,5 раза.
В мае 1939 года «для укрепления трудовой дисциплины» был установлен обязательный минимум трудодней для трудоспособных колхозников — 100, 80 и 60 трудодней в год (в зависимости от краёв и областей). Не выработавшие (без существенных обстоятельств) в течение года минимума трудодней должны были исключаться из колхоза, лишаться приусадебных участков и преимуществ, установленных для колхозников.
В начале 1941 года СНК СССР и ЦК ВКП(б) признали необходимым в целях повышения производительности труда установить дополнительную оплату колхозников за повышение урожайности сельскохозяйственных культур и продуктивности животноводства.

## 1941—1947
С началом Великой Отечественной войны сельское хозяйство страны было также переведено на военное положение. Необходимость максимального изъятия зерна у колхозов выразилась в минимизации или прекращении продовольственных выплат на трудодни, особенно в 1941—1942 годах. В то же время постановление СНК СССР и ЦК ВКП(б) от 13 апреля 1942 «О повышении для колхозников обязательного минимума трудодней» года повысило обязательный годовой минимум до 100, 120 и 150 трудодней (для различных краёв и областей). Были установлены минимумы трудодней для каждого периода сельскохозяйственных работ, а не только годовая сумма. Например, в колхозах первой группы с минимумом 150 трудодней в год надо было выработать до 15 мая не менее 30 трудодней, с 15 мая по 1 сентября — 45, с 1 сентября до 1 ноября — 45. Остальные 30 — после 1 ноября. Был установлен обязательный минимум трудодней в году для подростков — членов семей колхозников в возрасте от 12 до 16 лет — в размере не менее 50 трудодней в году, но без разбивки по периодам. Еженедельно в трудовую книжку колхозника записывалось количество выработанных им трудодней.
| Обязательный минимум трудодней в год      | Обязательный минимум трудодней в год |
| ----------------------------------------- | ------------------------------------ |
| в хлопковых районах                       | 150                                  |
| в северных районах нечернозёмной полосы   | 100                                  |
| во всех остальных районах                 | 120                                  |
| для подростков в возрасте от 12 до 16 лет | 50                                   |

В этом же постановлении, была предусмотрена уголовная ответственность для лиц, виновных в невыработке обязательного минимума трудодней по периодам, в форме наказания исправительно-трудовыми работами в колхозе на срок до 6 месяцев с удержанием из оплаты до 25 процентов трудодней в пользу колхоза. Такое решение способствовало заинтересованности колхоза в реализации подобных наказаний. Ответственность наступала с 16 лет и до пенсионного возраста. Подростки от 12 до 16 лет хотя и должны были выработать не меньше 50 трудодней в год, но за невыполнение такого минимума они уголовной ответственности не несли.
Средняя выдача зерна колхозникам по трудодням в СССР составляла
- в 1940 году — 1,6 кг
- в 1943 году — 0,7 кг
- в 1944 году — 0,8 кг.

В период первых послевоенных лет, в том числе и в связи с засухой и общим падением урожайности, а также возросшей потребности государства в зерне, выдача зерна и бобовых на трудодни по колхозам ещё более уменьшилась, что привело к голоду зимой 1946/47 годов.
| кг зерна на трудодень | 1945   | 1946   |
| --------------------- | ------ | ------ |
| выдачи не было        | 5,4 %  | 10,6 % |
| до 0,1                | 8,8 %  | 14,1 % |
| 0,1—0,3               | 28,4 % | 30,8 % |
| 0,3—0,5               | 20,6 % | 17,7 % |
| 0,5—0,7               | 12,2 % | 9,4 %  |
| 0,7—1,0               | 10,6 % | 7,7 %  |
| 1,0—2,0               | 10,4 % | 6,7 %  |
| более 2,0             | 3,6 %  | 3,0 %  |

## 1948—1966
«Вы, наверное, знаете положение в нашем районе, оно во всех колхозах очень и очень плохое. Колхозники на трудодни ничего не получают, а если и получают, то по нескольку грамм. В колхозе сеять нечего, семян нет, а из рабочей силы остались одни старики, а молодые разбежались кто куда, и работать совсем некому, скот кормить нечем, кормов нет, и он гибнет.

Настроение у колхозников очень плохое. Те, которые ещё остались, стремятся тоже куда-нибудь бежать, так как на трудодни уже несколько лет почти ничего не получают. Что было в хозяйстве, всё прожили, все ждали что-нибудь лучшее, но из года в год на трудодни ничего не приходится.

Мы читаем газету, там пишут, что в некоторых колхозах живут хорошо, мы не знаем, правда это или врут, но мы хорошего ничего не видим и работаем даром и дожили до того, что дальше жить невозможно. Придётся нам, наверное, бежать. Мы обращаемся в редакцию газеты с тем, чтобы выехали к нам в район и побывали у колхозников, посмотрели, как они живут и сообщили бы это все товарищу Сталину и попросили бы его, чтобы оказали нам какую-нибудь помощь, хотя бы дали возможность получать на трудодни немного хлеба».
В постановлении Совета Министров СССР «О мерах по улучшению организации, повышению производительности и упорядочению оплаты труда в колхозах» от 19 апреля 1948 года рекомендовалось колхозам распределять доходы с учётом урожая, собранного бригадой, а в бригадах — по звеньям, с тем чтобы колхозники бригад и звеньев, получивших более высокие урожаи, получали бы соответственно и более высокую оплату.
До середины 1950-х годов в среднем на трудодень приходилось около 36 % от средней дневной оплаты промышленного рабочего. По итогам года колхозник получал в 3 раза меньше, чем работник совхоза, и в 4 раза меньше, чем промышленный рабочий.
Постановление ЦК КПСС и Совет Министров СССР от 6 марта 1956 года расширило самостоятельность колхозов в методах начисления и выплат. С введением нового «Устава сельхозартели» в 1956 году колхозы получили право самостоятельно устанавливать минимум трудодней. Во многих колхозах были приняты формы оплаты труда, которые значительно отличались от рекомендованных постановлением от 19 апреля 1948 года. В 1958—1959 годах существенно увеличились денежные доходы колхозов. Многие колхозы начали формировать денежные и натуральные фонды для оплаты в форме ежемесячного аванса, а в конце года производился окончательный расчёт.
Постановлением ЦК КПСС и Совета Министров СССР от 18 мая 1966 года «О повышении материальной заинтересованности колхозников в развитии общественного производства» вместо трудодней вводилась гарантированная оплата труда колхозников, включая право на дополнительную оплату и премию.

## Позднейшая оценка трудодня
При Н. С. Хрущёве известным стало выражение, что «Трудодень не может быть признан правильным, объективным мерилом затрат труда на производство продукции». С середины восьмидесятых в ряде публикаций и интервью трудодень был назван исключительно «палочкой» в конторской книге и отождествлялся с неоплачиваемым трудом в колхозах.
По оценке доктора исторических наук Е. Ю. Зубковой, не обеспеченный ничем «нищий» трудодень, непосильные налоги, вкупе с отсутствием машинного парка и жалким состоянием тягловой силы вообще, были одними из главных экономических факторов того бедственного положения, в котором оказалась российская деревня в советское время, спровоцировавшими массовое бегство селян из колхозов в города.

## В других странах
В Китае, чтобы выполнить задачи Большого скачка, на основе опыта коллективизации в СССР с 1958 года стали создаваться «народные коммуны» — крупные самодостаточные группы, живущие и работающие совместно, питающиеся в общей столовой. Инструментом обмена вместо денег в этих группах служили трудодни.
Глава самопровозглашённой Луганской Народной Республики Игорь Плотницкий в связи с отсутствием финансов объявлял в 2015 году об учёте выполненных общественных работ в трудоднях с последующим обменом трудодней на продуктовые наборы.